# Lugares da série Sonic the Hedgehog
Lista de lugares da série de jogos eletrônicos e desenho Sonic the Hedgehog.

## South Island
South Island é uma ilha habitada por pequenos animaizinhos que serviu como cenário principal para o primeiro jogo. Essa ilha é mais conhecida pela sua icônica área Green Hill Zone, que mais tarde também já reapareceu em outros jogos da franquia. É nesse lugar onde Sonic e Eggman travam suas primeiras batalhas até os acontecimentos em Sonic the Hedgehog 2 (8-bit). A South Island também aparece em Sonic the Fighters, como estágio de Knuckles (estágio 1).

## Westside Island
Esta ilha é o antigo lar do Tails, e é onde se passa o game Sonic 2. Uma das áreas mais famosas é a Emerald Hill Zone.

## Little Planet
Aparece somente no game Sonic the Hedgehog CD e no filme de Sonic. O Little Planet tem duas histórias:

História em Sonic CD:

O Dr. Robotnik acorrentou o Little Planet, colocando uma corrente enorme para segura-lo numa montanha em Mobius. O game inteiro se passa no Little Planet, onde Sonic deve pegar as Time Stones, pois com elas o Sonic poderá impedir Eggman de viajar no tempo, ele também deve destruir os hologramas de Metal Sonic, que estão aprisionando os animais e deve destruir o teletransportador de robôs, para que os robôs parem de ir no futuro e o futuro ficará bom. No final do game, o Little Planet é livre.

História em Sonic the Movie:

Sonic e Tails estão nas férias, aproventando elas no Little Planet, mas quando eles vão para a cidade ver o Presidente, eles descobrem que Eggman fez uma armadilha e ele tenta fazer com que Sonic e Tails vão para o lado negro do Little Planet e derrotar o Black Eggman, pois Eggman vivia no lado negro do Little Planet, mas Black Eggman dominou a Eggman Land e o expulsou de lá, então Sonic e Tails vão para Eggman Land, o Black Eggman tenta destruir Sonic e Tails, mas eles tem a ajuda de Knuckles. Depois de um tempo, várias coisas acontecem no Little Planet.

O Little Planet retorna a ser mencionado no jogo Sonic the Hedgehog 4 Episode II, marcando o retorno do antigo protótipo de Metal Sonic, que ficou preso entre os destroços de Stardust Speedway.

## Angel Island

A ilha flutuante de Angel Island em Sonic The Hedgehog 3.

Angel Island (Ilha dos Anjos, anteriormente conhecida como Floating Island - Ilha Flutuante ) é uma ilha flutuante fictícia, que paira nos céus. Apareceu pela primeira vez no jogo Sonic the Hedgehog 3.
A ilha é o lar da Master Emerald, uma grande e poderosa gema que mantém a ilha suspensa no ar. A esmeralda é protegida por Knuckles the Echidna, o único sobrevivente de uma sociedade local de equidnas antropomórfica. A Master Emerald é capaz de controlar e neutralizar as Chaos Emeralds, que formam um importante dispositivo de roteiro em muitas histórias e jogos da série Sonic the Hedgehog. Em algumas versões, existe uma quantidade de Chaos Emeralds na própria ilha. No anime Sonic X, a Angel Island é também lar do Planet Egg, a fonte de energia vital do planeta.
Angel Island flutua com o poder da Master Emerald, Knuckles mora nela por que tem de proteger a Master Emerald por que pensa que Sonic quer roubá-la, então quem a quer é Eggman, por isso Eggman o enganou.
No game Sonic and Knuckles, Knuckles pode usar o poder das Chaos Emeralds e virar Super Knuckles, ou então usar o poder da Master Emerald e se tornar Hyper Knuckles.
O que Knuckles não sabe é que dentro da Master Emerald está presa a criatura Chaos que mais tarde iria ser liberto de dentro de Master Emerald.

## Station Square
A Station Square  apareceu pela primeira vez em Sonic Adventure, para Dreamcast.
Station Square é um dos 3 Adventure Fields de Sonic Adventure (os outros dois sendo Mystic Ruins e Egg Carrier). Em Station Square você poderá encontrar um hotel, uma praia chamada de Emerald Coast, uma estação de trem (que leva para Mystic Ruins), um parque de diversões chamado Twinkle Park, algumas lojas e a prefeitura.
A Station Square foi salva por Tails, que impediu que Dr.Eggman detonasse um míssil nuclear. Tails ganhou uma Chaos Emerald do prefeito por sua bravura. Mas infelizmente, Sonic e Tails falham ao tentar impedir que Chaos encontre a ultima Chaos Emerald, então assim se transformando em Perfect Chaos. Perfect Chaos inundou Station Square com um Tsunami, destruindo-a.  Ele foi depois vencido por Sonic, que usou o poder positivo das esmeraldas para se transformar em Super Sonic.
A Station Square também é o palco central do anime Sonic X.

## Mystic Ruins
Mystic Ruins é uma área do videojogo Sonic Adventure e o seu remake Sonic Adventure DX: Director's Cut. Um grupo de arqueólogos exploram as ruínas de uma antiga civilização. Infelizmente, eles não estavam preparados para a queda da Angel Island. Alguns dos arqueologistas ficaram perdidos no labirinto da selva que envolve o similar a um maia, enquanto que outros ficaram completamente confusos com o que se sucedeu. 
Áreas
A workshop e o avião de Tails encontram-se na zona Este da Mystic Ruins, juntamente com uma estação de trem que leva os passageiros para a Station Square. Na zona da selva encontra-se a casa de Big the Cat, a Sand Hill e a entrada para a Final Egg, a famosa base do Dr. Eggman. Outras áreas na Mystic Ruins são a Windy Valley (uma área extremamente ventosa onde se formam tornados com grande facilidade), a Icecap (uma região montanhosa com gelo e neve onde avalanches são comuns e as pessoas gostam de esquiar), a Red Mountain (um vale rochoso com poucas formas de vida) e um jardim Chao. Tanto o nível Ice Cap como o Red Mountain poderão parecer decorrer na zona Angel Island, dada a pequena distância entre esta área e as entradas dos níveis.
História
A Mystic Ruins tem um papel no videojogo Sonic Adventure. Esse papel é o facto de ter sido anteriormente a Cidade Echidna. Nas partes do Sonic Adventure onde se volta atrás no tempo até à Cidade Echidna, deve-se notar uma coisa. A estrutura no centro da cidade é exactamente a mesma que se encontra na Mystic Ruins. A única diferença é que esta última sofreu a erosão dos tempos, ao contrário da outra, que ainda era nova. Uma de duas possibidades explica a razão pela qual a cidade foi destruída. A primeira hipótese é a de um Chaos ter absorvido as 7 Chaos Emeralds e ter destruído a cidade excepto a estrutura central. A segunda possibilidade são os efeitos do tempo. Ambas as hipóteses têm importante valor na história. O Chaos destruiu a cidade mas os efeitos do tempo destruiram parcialmente a estrutura.

## Central City
É uma das fases de Shadow the Hedgehog (Jogo eletrônico), esta fase tem duas missões. Como vilão Doom's Eye vai lhe incetivar a destruir 5 bombas gigantes para explodir esta área da cidade,como herói Knuckles vai lhe incetivar a sugar 20 bombas pequenas para livrar a cidade.Não existe missão neutra nesta fase.Também e o lugar onde fica a casa branca do presidente.

## Space colony ARK
No videojogo Sonic Adventure 2, Space Colony ARK (Colónia Espacial ARK em português) foi a primeira colónia espacial em forma de esfera Bernal, e foi usada pelo governo para testes científicos e experimentais. A ARK assemelha-se à face do seu criador, Dr. Gerald Robotnik, tal como à do seu neto, Dr. Eggman. A Space Colony Ark foi inspirada na Death Egg usada por Dr. Eggman em Sonic the Hedgehog 2 e Sonic the Hedgehog 3, que foi por sua vez inspirada na Estrela da Morte da série de ficção científica Star Wars.

## Tiny Chao Garden
O Tiny Chao Garden é um modo de jogo do Sonic Advance. Trata-se do Chao, uma espécie de bichinho virtual, que você tem que cuidar. O número total de anéis com que você termina cada fase são acrescentados a este modo de jogo. Esses anéis podem ser usados para comprar itens para o seu Chao. O Tiny Chao Garden é acessado na Tela de Título, e vem equipado com um ovo Chao e dois mini-games.

## Special Zone
São as fazes especiais onde Sonic pode conseguir uma esmeralda do caos, uma vida ou "continues" como é o caso do jogo Sonic the Hedgehog (Master System). Um fato curioso é que no fangame Sonic after the sequel o estágio especial é a fazer final onde tem o nome de dimensão dos sonhos.

## Windmill Isle
É uma cidade parecida com Creta (cidade da Grécia) que foi nível de Sonic Unleashed.
A cidade tem muitos moinhos de vento, flores, sinos e uma bela vista para o mar. Nessa cidade, Sonic encontra Chip, que perdeu toda sua memória. Chip se apaixona por um sorvete e faz com que Sonic compre. 

## Rooftop Run
É uma cidade parecida com a Inglaterra que foi nível de Sonic Unleashed. Ela tem muitas casas, ruas e um relógio enorme bem grande muito parecido com o Big Ben. Nessa cidade, Amy pensa que o Werehog era Sonic, mas na verdade, Werehog é a forma noturna de Sonic. Ela pede desculpas, vai embora e não deixa Sonic explicar a história. E também é onde Professor Pickle tem seu laboratório.

## Savannah Citadel
É uma região como a da África e foi nível de aventura de Sonic Unleashed apenas para os consoles PS3, Xbox360. Apenas o chefe Egg Beetle é para todos os consoles disponíveis.
Ela tem cabanas, areia laranja e poucas árvores. Nessa cidade, Eggman invade a mesma e quer saber onde está o Templo de Gaia, mas Sonic chega e o impede. Logo, Sonic precisou derrotar uma máquina de Eggman chamada Egg Beetle.

## Dragon Road
É uma cidade bem parecida com as regiões da China e foi nível de Sonic Unleashed.
Ela tem estradas parecidas com dragões, muitos rios e casas estilo chinesas e templos.
Foi nessa fase que Sonic derrotou Dark Gaia Phoenix.

## Skyscramper Scamper
É uma cidade parecida com Nova Iorque (EUA). Foi nível de Sonic Unleashed. Ela tem BASTANTE prédios, ruas, carros, grinds (corrimões onde Sonic escorrega). É apenas disponível para os consoles PS3 e Xbox 360.

## Cool Edge
É uma cidade parecida com as regiões da Groelândia ou um dos pólos. Tem muita neve e gelo (claro), rios e outras coisas. Ela foi fase do jogo Sonic Unleashed.

## Arid Sands
É uma cidade parecida com o deserto Saara mas habitado misturando populacão com deserto. Foi fase de Sonic Unleashed e tem muita areia, muitos jarros, casas. Nessa fase, Professor Pickle faz um laboratório secreto.

## Jungle Joyride
É uma cidade parecida com a região da Floresta Amazônica no Brasil com um pouco de ruínas. Foi fase de Sonic Unleashed. Tem muita água, muitas árvores, muita grama, muitas bombas, muitos robôs. Nessa fase, Chip recupera a memória que tinha perdido.

## Eggmanland
É uma fase cuja é a Eggmanlândia, que Eggman tanto queria construir. Ela foi uma fase de Sonic Unleashed e tem muita lava, robôs, máquinas e construções. Nessa fase, Sonic enfrenta Dark Gaia.
As partes de werehog são muito difíceis e cansativas. As partes com sonic são legais. EggmanLand lembra levemente um parque de diversões obscuro

## Lugares dos quadrinhos

### Knothole
Knothole é o lugar que é aonde os Guerreiros da Liberdade vivem na série de de TV Sonic the Hedgehog e nos gibis da Archie Comics, este lugar não aparece nos games. É um vilarejo escondido na floresta perto de Mobotropolis/Robotropolis. Knothole é muito bem florestada e também possui vários lugares como a casa do Sonic, o laboratório do Rotor e outros. O lugar serviu de esconderijo para Sonic e os Lutadores da Liberdade durante suas primeiras batalhas contra Robotnik. Nos gibis da Archie Comics, depois da derrota de Robotnik o vilarejo passou a abrigar os mobianos robotizados pelo vilão. Depois que Eggman (Robo-Robotnik) se tornou o vilão principal da história o vilarejo voltou a ser habitado por Sonic e os outros mobianos indo longe a ser expandido em uma cidade incluindo hospital, escola, e outros comércios.

### Mobotropolis
Mobotropolis (ou Robotropolis, como foi chamada durante o império de Robotnik e Eggman) é uma cidade de Mobius dos desenhos Sonic the Hedgehog e Sonic Underground e dos gibis da Archie Comics. O lugar foi tomado por Robotnik e seu império de robôs e robotizadores no passado, forçando Sonic e seus amigos dos Lutadores da Liberdade a terem que lutar contra o vilão para tomar posse do lugar novamente. Não se sabe quem governa Mobotropolis, pois em Sonic the Hedgehog e nos gibis da Archie, o Rei Max Acorn é quem controla Mobotropolis, já em Sonic Underground, a Rainha Aleena é quem governa. Nos capítulos de Mobius: 25 Years Later nos gibis, Sonic e Sally são os reis de Mobotropulis, mas pelo que parece, Shadow também governa o lugar.

### Downunda
Downunda é um continente fictício presente nos gibis da Archie Comics, que equivale-se como a Austrália de Mobius. O local assim como muitos outros possui sua própria equipe de Lutadores da Liberdade liderados por Walt. No passado o local também era habitado pelos dingos e equidnas, porém depois de diversos conflitos entre os ancestrais de Knuckles ambas as espécies acabaram por ser banidas para outras dimensões por muitos anos. Também foi desse lugar que a Ilha Fluante foi originada após a previsão da queda do meteoro naquela região.